# Brännberget (naturreservat, Skellefteå kommun)
Brännberget är ett naturreservat i Skellefteå kommun i Västerbottens län.
Området är naturskyddat sedan 1979 och är 35 hektar stort. Reservatet omfattar en nordostrsluttning av Koltjärnberget ner mot Myrbäcken. Reservatet består av tallskog och sumpskog. Guckusko växer här.